# Колонье
Колонье (итал. Cologne, ломб. Cològne / Culògne) — коммуна в Италии, в провинции Брешиа области Ломбардия.
Население составляет 7033 человека (на 2004 г.), плотность населения составляет 499 чел./км². Занимает площадь 13 км². Почтовый индекс — 25033. Телефонный код — 030.
Покровителями коммуны почитаются святые Гервасий и Протасий, празднование 19 июня.